# Corfélix
Corfélix is een gemeente in het Franse departement Marne (regio Grand Est) en telt 106 inwoners (2009). De plaats maakt deel uit van het arrondissement Épernay.

## Geografie
De oppervlakte van Corfélix bedraagt 7,9 km², de bevolkingsdichtheid is dus 13,4 inwoners per km².
De onderstaande kaart toont de ligging van Corfélix met de belangrijkste infrastructuur en aangrenzende gemeenten.

## Demografie
Onderstaande figuur toont het verloop van het inwonertal (bron: INSEE-tellingen).